# Amber Rose

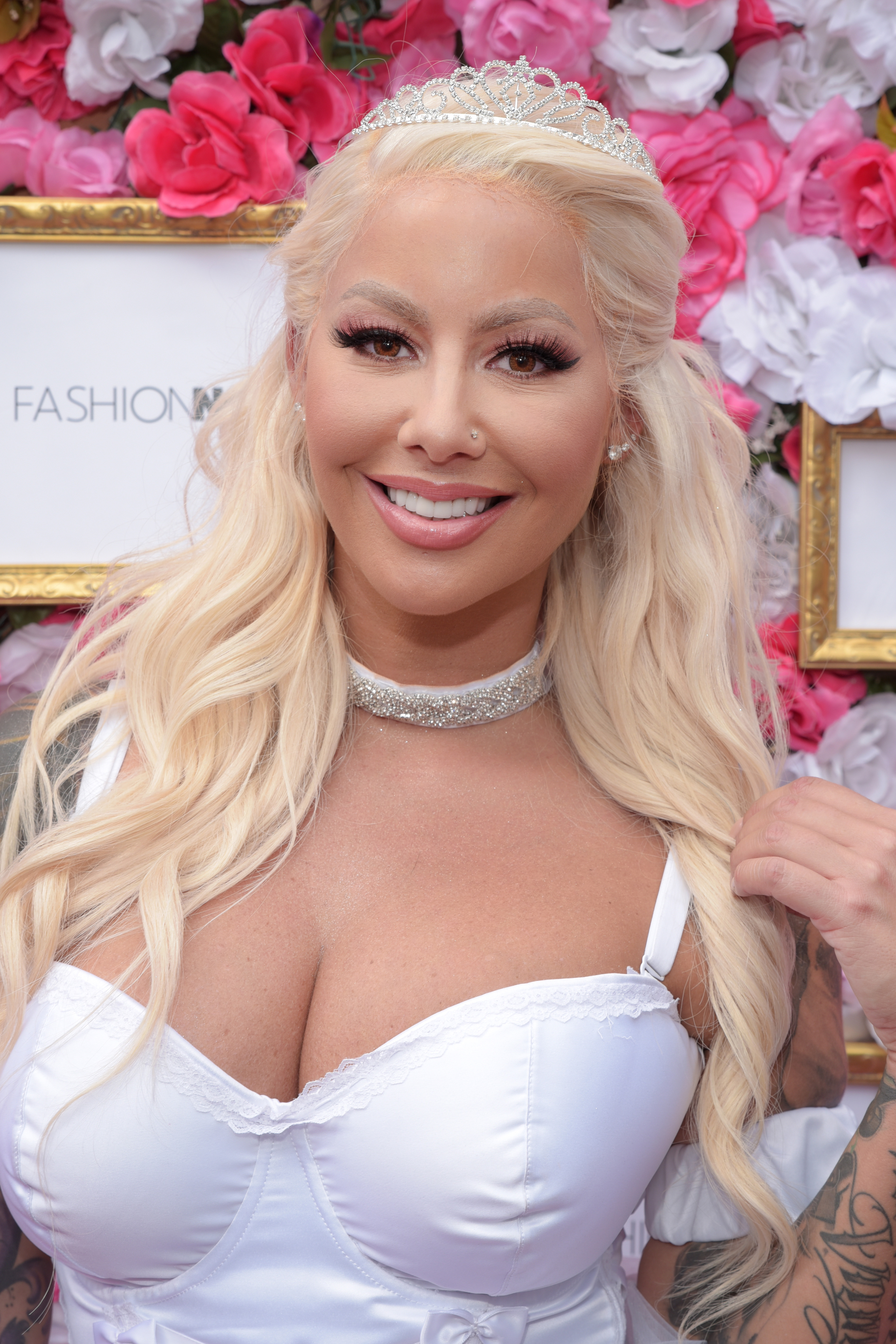

Amber Levonchuck (mer känd som Amber Rose), född 21 oktober 1983 i Philadelphia i Pennsylvania, är en amerikansk fotomodell, artist och skådespelare. Hon gifte sig 8 juli 2013 med rapparen Wiz Khalifa. Den 21 februari 2013 föddes parets första gemensamma barn, en son. 2018 skildes paret.